# La Prensa (Argentina)
La Prensa és un diari nacional argentí que fou fundat el 1869 per José Camilo Paz, propietari, periodista, polític i diplomàtic argentí, i un dels més destacats representants de la Generació dels 80, nom amb què es coneix l'elit conservadora que va governar l'Argentina entre 1880 i 1916.
Amb una línia editorial històricament representada per la veu de la família Gainza Pas i les idees del liberalisme i el conservadorisme, fou el mitjà de premsa escrita més important del país a la primera meitat del segle xx. El seu lema era Llibertat, Progrés i Civilització.
La família Gainza se'n desvinculà el 1993. Actualment el diari forma part de Multimedios La Capital, de l'empresari Florencio Aldrey Iglesias.